# Ceroxylon alpinum
Ceroxylon alpinum és una espècie de planta fanerògama pertanyent a la família Arecaceae. És originària de Colòmbia, l'Equador, i Veneçuela.
És considerada en perill d'extinció per la pèrdua d'hàbitat.
Ceroxylon alpinum té una tija solitària, que aconsegueix una grandària de 20 m d'altura, amb 15-30 cm de diàmetre, de color blanc amb cicatrius foliars negres, o més rarament de color gris a marró. Les fulles de 5 m de longitud; amb 100 pinnes a cada costat, s'insereixen regularment en un pla, sovint una cosa pendular, verds i glabres pel feix, i pel revés de color blanc platejat i amb una capa prima de cera, les pinnes centrals de 70-90 cm de llarg i 3-4 cm d'ample. Les inflorescències arquejades a pendulars, de 3 m de llarg, Fruites globoses, d'1-2 cm de diàmetre, lleugerament rugoses, de color vermell madures.

## Taxonomia
Ceroxylon alpinum va ser descrita per Bonpl. ex DC. i publicat el Bulletin des Sciences, parell la Societe Philomatique 3: 239. 1804.
Etimologia
Ceroxylon: nom genèric compost de les paraules gregues: kèròs = "cera" i xγlon = "fusta", en referència a la gruixuda cera blanca que es troba en els troncs.
alpinum: epítet llatí que significa "alpí, de les muntanyes".
Sinonímia:
- Ceroxylon alpinum subsp. alpinum
- Ceroxylon andicolum Humb. & Bonpl.
- Ceroxylon andicolum var. occidentale R.B.White ex Fawc.
- Ceroxylon ferrugineum Regel
- Iriartea andicola (Humb. & Bonpl.) Spreng.[5][6]

## Nom comú
Chonta (Quindío, Colòmbia); palma bendita (Veneçuela); palma de cera (Quindío, Vall del Cauca, Colòmbia; Veneçuela); palma real (Vall del Cauca, Colòmbia).